# Provincia de Napo
Napo es una de las veinticuatro provincias que conforman la República del Ecuador, situada al centro norte del país, en la zona geográfica conocida como región amazónica, principalmente en los flancos externos de la cordillera occidental en el norte y oeste, y la extensa llanura amazónica al sur. Su capital administrativa es la ciudad de Tena, la cual es su urbe más grande y poblada, siendo uno de los cinco cantones que conforman la provincia. Ocupa un territorio de unos 12 542,5 km², siendo la octava provincia del país por extensión. Limita al norte con Sucumbíos; al sur con Pastaza; al oeste con Pichincha, Cotopaxi y Tungurahua, y al este con Orellana. 
En el territorio napense, habitan 131 672 personas, según el último censo (2022), siendo la cuarta provincia menos poblada del país, detrás de Galápagos, Zamora Chinchipe y Pastaza. La provincia de Napo está constituida por cinco cantones, de los cuales se derivan cinco parroquias urbanas y veinte parroquias rurales. Según el último ordenamiento territorial, la provincia de Napo pertenecerá a una región comprendida también por las provincias de Orellana y Pichincha, con excepción del Distrito Metropolitano de Quito, aunque no esté oficialmente conformada, denominada Región Centro Norte.
Su economía se basa en el comercio, el turismo, la ganadería y la agricultura. Las mayores industrias de extracción de la provincia están conformadas por la maderera y agrícola (piscicultura, avicultura, etc.). La prestación de servicios en calidad de funcionarios, empleados públicos de la pequeña industria y manufactura siguen en importancia.
Las selvas napenses son cuna de dos nacionalidades indígenas de la región amazónica del Ecuador: los quichuas de la amazonía y los huaoranis. La colonización española se dio tras la fundación de Baeza, por Gil Ramírez Dávalos, en 1559. Durante ese período, la entidad máxima y precursora de la provincia sería la Gobernación de Quijos. Después de la guerra independentista y la anexión de Ecuador a la Gran Colombia, se crea la provincia de Pichincha, el 25 de junio de 1824, en la que dentro de sus límites se encontraba el actual territorio napense, luego pasaría a ser parte de la gran provincia de Oriente, posteriormente pasaría a formar parte de la provincia de Napo Pastaza. El 10 de noviembre de 1959, se crea la décima octava provincia del país: la provincia de Napo.

## Historia

### Época prehispánica
Existen diversas hipótesis acerca del origen de los primeros habitantes de la zona, una de ellas afirma que provinieron de la amazonía brasileña, quienes, durante el periodo formativo, migraron hacia el oeste, aguas arriba por el río Amazonas y el Napo, estableciéndose entre los ríos Quijos, Coca y el alto Napo. Durante el periodo de desarrollo regional, aproximadamente en el 500 a. C. surge la cultura Cosanga-Píllaro, la cual se extiende también por territorios de las actuales provincias de Cotopaxi, Tungurahua y Pastaza. Al parecer esta cultura evoluciona localmente durante el periodo de integración, alrededor del 500 d. C., dando origen a la civilización de los quijos. 
Una vez consolidada su presencia en la zona, los quijos iniciaron un gran intercambio cultural y comercial con las civilizaciones cercanas de la amazonía, la región andina e incluso del litoral, pero principalmente, con los panzaleos y puruhás. Es así que su linaje se mezclaría con los nobles de otros señoríos étnicos del actual territorio ecuatoriano. Cuando, los siglos XII y XIV, se dio la conquista inca de las civilizaciones vecinas de la sierra, los quijos mantuvieron su independencia debido al desinterés de los conquistadores por la región amazónica, aunque se mantuvo una fluida relación comercial y cultural.

### Época colonial
Tras la fundación de Quito, motivada por la leyenda de El Dorado, se organiza la primera expedición hacia el este, liderada por Gonzalo Díaz de Pineda. La expedición partió de Quito en septiembre de 1538, descendiendo por territorio de los quijos, teniendo ciertos encuentros armados. Díaz de Pineda llegó hasta la zona de Sumaco y retornó a Quito tras un mes de exploración. La segunda expedición fue encabezada por Gonzalo Pizarro, quien invitó a Francisco de Orellana. Pizarro salió de Quito en diciembre de 1540 y fue alcanzado por Orellana en Sumaco. Debido a las circunstancias de la expedición, Pizarro y Orellana se separarían poco después; Pizarro terminó regresando a Quito, mientras Orellana descubrió el río Amazonas.

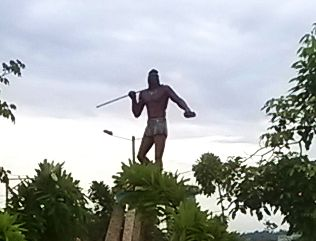
Monumento a Jumandy, líder del levantamiento de los quijos de 1578, en Tena.

La colonización fue realizada por Gil Ramírez Dávalos, quien fundó la primera ciudad amazónica del actual territorio ecuatoriano: Baeza, el 6 de marzo de 1559. La población se convirtió en la sede de la nueva Gobernación de Quijos, desde la cual se extendió la colonización por la región. En 1563 Andrés Contero expande la colonización, al este y al sur. Bartolomé Marín, subalterno de Contero, fundó Archidona a principios de aquel año, a su vez Contero funda Ávila el 10 de marzo, a orillas del río Suno, seguida el 14 de agosto por la fundación de Alcalá del Río. Existe la idea errónea respecto a la fecha de fundación de Archidona, y la fundación de Tena, presentadas por los gobiernos municipales como ocurridas el 21 de abril y el 15 de noviembre de 1560 respectivamente, aunque en dichas fechas ni Marín, ni Ramírez Dávalos (supuesto fundador de Tena) se hallaban en dichos lugares. Si bien las autoridades, sobre todo eclesiásticas, procuraban que la colonización se realice sin abusos a la población local, muchos de los colonizadores se excedían con los quijos, los cuales elevaban reclamos a las autoridades. A consecuencia de esto, en septiembre de 1576, la Gobernación de Quijos fue visitada por el oidor Diego de Ortegón, quien impuso sanciones y multas. En aquel año, también llegaron los dominicos, para ayudar con la evangelización de la región.
Debido a las sanciones impuestas, la explotación de varios colonizadores aumentó cuando el oidor se fue. Por tal motivo, los quijos organizaron una rebelión, en 1578. La rebelión inicia el 29 de noviembre cuando incendian y destruyen Ávila, continuando con Archidona. Desde Archidona, alcanzaron a avisar a Baeza, donde pidieron auxilio a Quito. En una asamblea, los caciques nombraron a Jumandy como líder. Es así que los quijos son vencidos en Baeza; Jumandy y los principales cabecillas de la rebelión fueron capturados, y ejecutados posteriormente en Quito. Ávila y Archidona fueron reconstruidas, y muchos de los colonizadores retomaron los abusos, por lo que los quijos, encabezados por un hijo de Jumandy, empezaron a planificar una nueva rebelión en 1590. No obstante, antes de ejecutar el levantamiento, fueron descubiertos. La represión y las enfermedades, diezmaron a los quijos, por lo que, tras el fallido intento de rebelión de 1590, muchos huyeron, principalmente al este. Es así que la civilización de los quijos desapareció como tal, a fines del siglo XVI, siendo la zona repoblada con otros grupos indígenas cercanos, como los cofanes y sionas, los cuales se mezclaron con los pocos quijos que aún quedaban. Es así que, los indígenas de la zona, pasaron a llamarse yumbos o alamas.
Para 1603 solo habitaban la región 15 509 habitantes, de los cuales casi la mitad vivía en Baeza. A inicios del siglo XVII, los franciscanos transitaron la zona, en su recorrido hacia las misiones de Sucumbíos y el bajo Napo. En 1638, los jesuitas tomaron la posta de los dominicos, estableciéndose en Archidona como base, desde la cual se extendían las misiones hasta el río Amazonas. En 1656, 40 000 indígenas de Baeza, Ávila y Archidona huyen hacia el este. Para 1680 empieza una serie de desastres que afectan a la Gobernación de Quijos; empezando este año con una epidemia que acaba con gran parte de la zona. En 1691, la Gobernación es afectada por la hambruna de la Real Audiencia de Quito, y en 1693 aparece una epidemia de sarampión. La misión jesuita es enfrentada y saboteada constantemente, por autoridades y colonos, debido a su defensa de los indígenas. Finalmente, los jesuitas fueron expulsados de la Gobernación en 1768. Aquello, sumado a las continuas epidemias y revueltas, terminaron de socavar el control colonial, por lo que el territorio quedó en una situación de abandono.

### SigloXIX

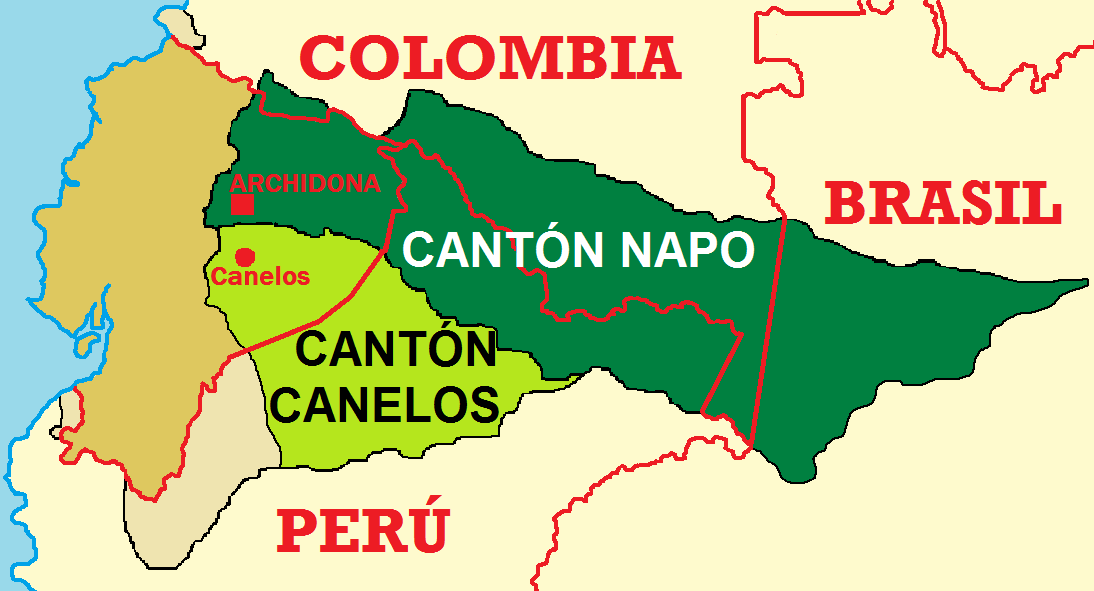
Provincia de Oriente en 1861.

La Real Cédula de 1802 puso a la Gobernación de Quijos bajo la jurisdicción civil de la Comandancia General de Maynas y eclesiástica del Obispado de Maynas. No obstante, debido a la gigantesca distancia entre Moyobamba, sede de la comandancia y el obispado, y las poblaciones de la zona, no hubo una efectiva presencia de autoridad civil, mientras el ámbito eclesiástico continuó regentado desde Quito. Es así que, tras el proceso independentista, la Ley de División Territorial de la Gran Colombia creó el Cantón Quijos, con el territorio de la antigua Gobernación. Dicho cantón fue integrado en la Provincia de Pichincha, la cual formaba parte del Departamento de Ecuador.
La presencia estatal y eclesiástica fue muy limitada, manteniéndose esta situación, durante la Gran Colombia y la secesión de Ecuador, hasta la presidencia de Gabriel García Moreno. Por iniciativa del gobierno garciano, se expidió la Ley sobre División Territorial del 29 de mayo de 1861, en la que se creó la Provincia de Oriente, compuesta por los cantones Napo y Canelos, con capital en Archidona. El Cantón Napo abarcaba el territorio de la antigua Gobernación de Quijos. Los abusos de los colonos hacia los indígenas y sacerdotes, era frecuente, tal como en la época colonial, destacándose el conflicto del vicario apostólico del Napo, Vicente Daniel Pástor, con el gobernador Faustino Rayo, acusado por Pástor de explotación y abuso de autoridad. Por tal motivo, García Moreno fomentó el retorno de los jesuitas a la amazonía en 1869, otorgándoles facultades extraordinarias. En febrero de 1871, se creó el Vicariato apostólico de Napo. La misión jesuita trajo nuevamente la prosperidad a la zona, aumentando enormemente la población de las localidades como Archidona, Tena, Ávila, Puerto Napo, Ahuano, Loreto, entre otras. Incluso, para ayudar al desarrollo de la misión, en 1888 arribaron las Hijas del Buen Pastor. No obstante, los jesuitas sufrieron por la falta de control de la débil autoridad civil, por lo que fueron saboteados por ciertos colonos, opuestos a la educación de los indígenas. En agosto de 1892, Loreto fue asaltada por una turba liderada por Nicanor Flor, y pretendieron avanzar sobre Archidona y Tena, pero, al enterarse de que había llegado a la zona un contingente militar, huyeron por el río Napo. 
En 1895 estalla la revolución liberal, en Archidona, el 1 de abril, mineros se toman la gobernación, hostigando a los misioneros, por lo que, las Hijas del Buen Pastor decidieron cesar su actividad en la amazonía, retirándose el 27 de junio. El gobierno de Eloy Alfaro, buscó incomodar a los jesuitas, poniendo como gobernador al anticlerical Alejandro Sandoval, quien prohibió a los indígenas colaborar con la misión jesuita. Finalmente, los jesuitas fueron expulsados del país en septiembre de 1896, por el gobierno alfarista. La expulsión jesuita debilitó la presencia ecuatoriana en la amazonía, situación aprovechada por Colombia y Perú, en sus pretensiones territoriales. A fines del siglo XIX la fiebre del caucho, causó la intromisión de peruanos y colombianos al oriente ecuatoriano, aprovechando la ausencia estatal. Muchos colonos vendían indígenas como mano de obra esclava a los caucheros, aprovechando que los jesuitas, los únicos que velaban por los indígenas, habían sido expulsados. El 27 de marzo de 1897, un nuevo ordenamiento territorial estableció la Región de Oriente, dividida en los Territorios de Napo y Zamora. El Territorio de Napo, abarcaba las localidades de Archidona, Tena, Puerto Napo, Misahuallí, Ahuano, Santa Rosa, Suno, Coca, Payamino, Loreto, Concepción, Cotapino, Tiputini, Curaray y Ávila. En 1899, Alfaro dicta la Ley Especial de Oriente, con la que la amazonía tenía un régimen especial, con una administración diferente a las provincias.

### SigloXX

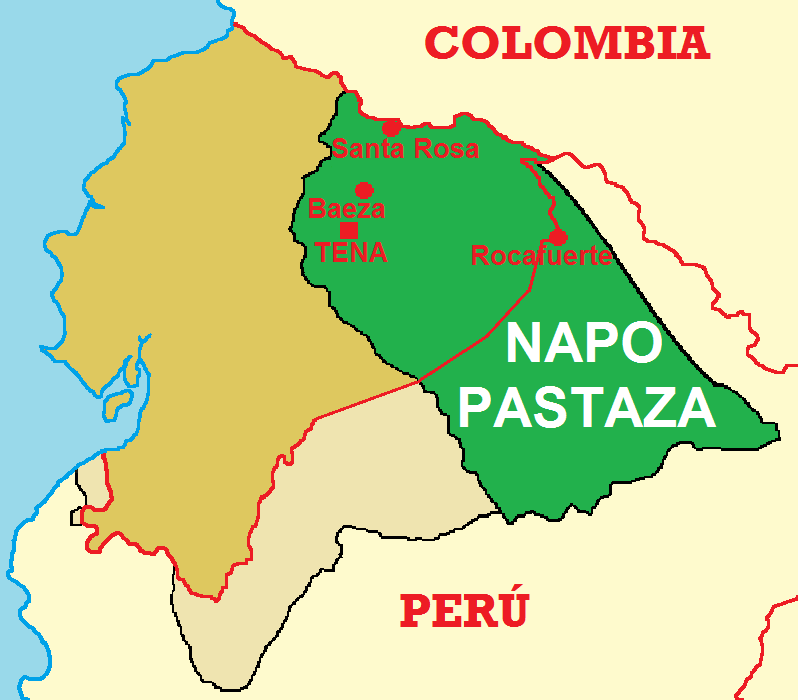
Provincia de Napo Pastaza en 1921.

A la presencia de caucheros peruanos, le siguió la presencia militar peruana, cada vez más arriba por el río Napo, por lo que el gobierno alfarista trató de reforzar la presencia estatal en la región. Es así que se regalaron a militares, grandes áreas de terreno en las localidades de la zona. También permitió el retorno de sacerdotes diocesanos, pero debido a la falta de apoyo, la presencia eclesiástica fue muy limitada, limitándose a Archidona, Puerto Napo y localidades cercanas. En noviembre de 1911, se restableció la Provincia de Oriente, conformada por los cantones de Napo, Curaray, Pastaza, Zamora y Gualaquiza. A su vez, el Cantón Napo estaba integrado por las parroquias de Archidona, Loreto Coca y Aguarico. La capital de Oriente seguía situada en Archidona. En 1921, se divide al Oriente en las provincias de Napo Pastaza y Santiago Zamora. Napo Pastaza estaba conformada por las Jefaturas Políticas de Napo, Sucumbíos y Pastaza. La capital se estableció en Tena, la cual se consolidó desde entonces como la principal localidad de la provincia.
Para 1922, el Vicariato apostólico de Napo había sido designado a los Josefinos de Murialdo. La misión josefina, encabezada por el monseñor Emilio Cecco, arribó a Puerto Napo el 30 de agosto. Un mes después, llegan a Tena, estableciendo a la localidad como sede definitiva del vicariato. Es así que, con la llegada de los josefinos, inicia una nueva época de desarrollo para la región. En 1924, llegan las Hermanas de Santa Dorotea para reforzar el trabajo de la misión. En 1925 se crea el fronterizo Cantón Aguarico. Los josefinos construyeron escuelas, un dispensario médico y las primeras plantas hidroeléctricas, por lo que, para 1929, Tena ya contaba con luz eléctrica, mientras que Archidona contó con dicho servicio desde 1934. En 1936, se completa un camino de herradura de Quito a Tena, pasando por Baeza. En noviembre de 1941, es nombrado obispo de Napo, monseñor Maximiliano Spiller, quien gestionó varias obras para el desarrollo de la provincia. Sin embargo, un incendio destruyó parte de la sede de la misión josefina en 1944. En 1947, Spiller fundó el colegio San José, primera institución de educación secundaria de la amazonía ecuatoriana.
Aquel año, el gobierno de José María Velasco Ibarra inauguró la vía Baños-Puyo; a consecuencia de ello, la llegada de nuevos pobladores se hizo cada vez mayor, aumentando considerablemente la demografía de la zona, principalmente con colonos provenientes de las provincias de Tungurahua, Chimborazo y Cotopaxi. Esta migración interna hacia la Provincia de Napo Pastaza fue reforzada tras el terremoto de Ambato de 1949. Spiller también lideró la construcción de la pista de aterrizaje de Tena, inaugurada en 1949. En 1950, la Ley Especial de Oriente estableció que la Provincia de Napo Pastaza comprendía los cantones de Napo, Sucumbíos, Aguarico y Pastaza. En 1955, es restituido el Cantón Quijos. El 10 de noviembre de 1959, la Ley Especial de Oriente divide a Napo Pastaza en dos provincias. La Provincia de Napo se conforma con los cantones: Napo, Quijos, Sucumbíos y Aguarico. En 1963, se concluye la vía Puyo-Napo, por lo que llegan a la provincia cada vez más pobladores, principalmente a Tena y Archidona. En 1969, el Cantón Napo fue renombrado como Tena.
En esta época, se descubrieron yacimientos petroleros en Sucumbíos y Aguarico, por lo que aquella zona presentó una explosión demográfica, naciendo nuevas localidades, como Nueva Loja. Es así que, en 1969, se crean los cantones de Francisco de Orellana y Putumayo; mientras, en 1979 nace el Cantón Lago Agrio. Para 1981, es cantonizado Archidona, siguiéndole Shushufindi en 1984 y Gonzalo Pizarro en 1986. En 1988, se crean los cantones La Joya de los Sachas y El Chaco. El desarrollo de la zona petrolera hace que el norte de Napo busque su secesión, creándose la Provincia de Sucumbíos, el 13 de febrero de 1989. Loreto logra su cantonización en 1992, y juntamente con Francisco de Orellana, Aguarico y La Joya de los Sachas se separan de Napo, conformando la Provincia de Orellana, el 30 de julio de 1998. Para 1999, se crea el Cantón Carlos Julio Arosemena Tola, manteniéndose desde entonces, la Provincia de Napo, con cinco cantones.

### SigloXXI

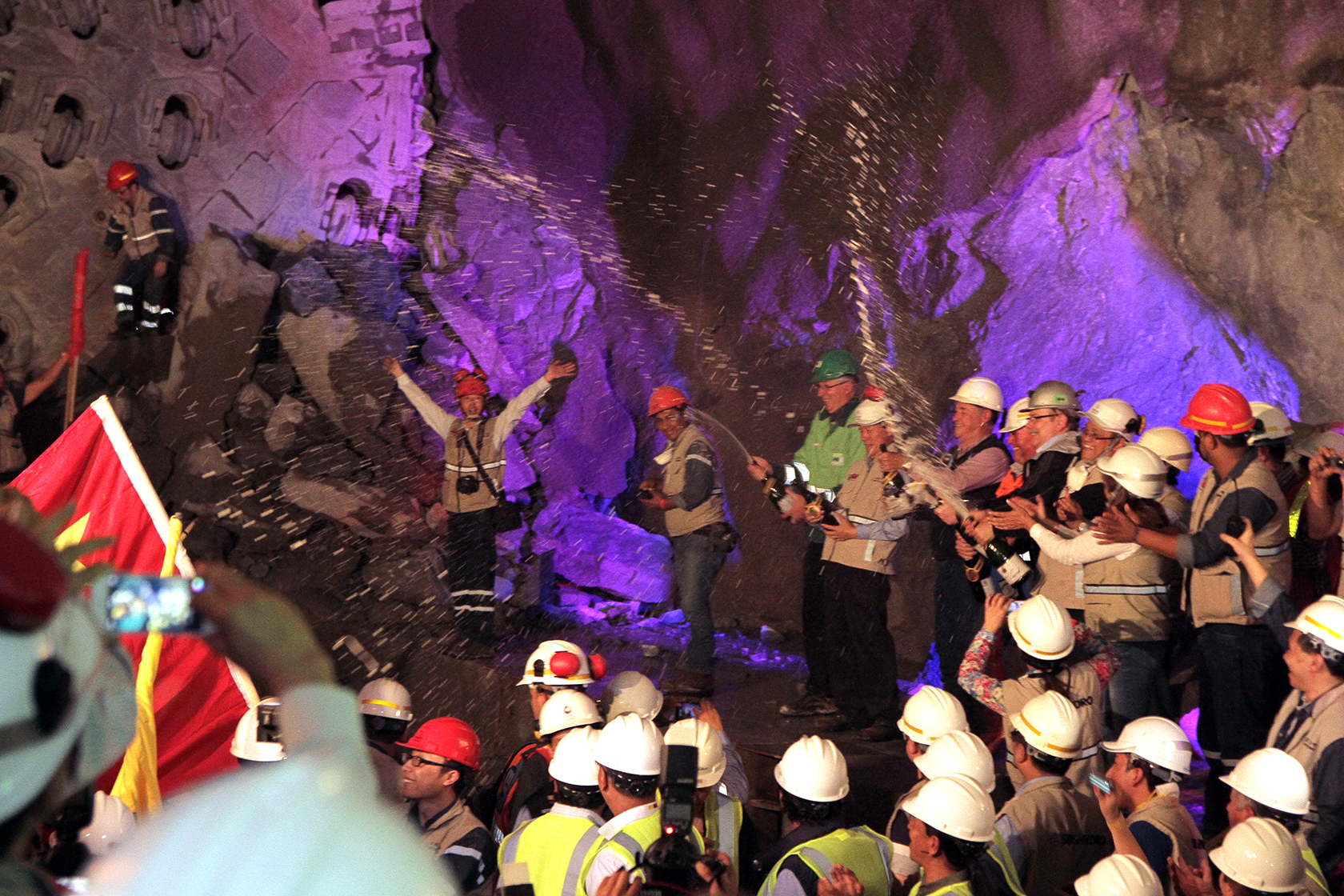
Inauguración de un túnel, durante la construcción de Coca Codo Sinclair, en 2015.

En 2003, Lucio Gutiérrez asume la presidencia. Si bien Gutiérrez, es quiteño, fue criado en Tena, donde vive su familia, por lo que su gobierno prometió varias obras a la provincia. De ellas, únicamente fue completada la vía Tena-Archidona, puesto que fue derrocado en 2005. Fue el gobierno de Rafael Correa, el que realizó grandes obras que transformaron la provincia. En 2009 son asfaltadas por completo las vías Papallacta-Baeza y Baeza-Archidona; aquello, junto con la gran promoción turística realizada por el gobierno, convirtió a Tena en uno de los más importantes destinos turísticos del país. En 2013, es creada la Universidad Ikiam, la primera universidad pública de la provincia, localizada al oeste de Tena. Para 2016, en El Chaco, es inaugurada la central hidroeléctrica Coca Codo Sinclair, la más grande del país.
Sin embargo, desde 2018 volvería el abandono estatal, lo que ha destruido la vialidad de la provincia. Otra consecuencia de aquello, ha sido la cada vez mayor presencia de minería ilegal, vinculada al crimen organizado; esto ha provocado un aumento de la violencia y la inseguridad en la provincia, en el marco de la crisis de seguridad que vive Ecuador.

## Geografía

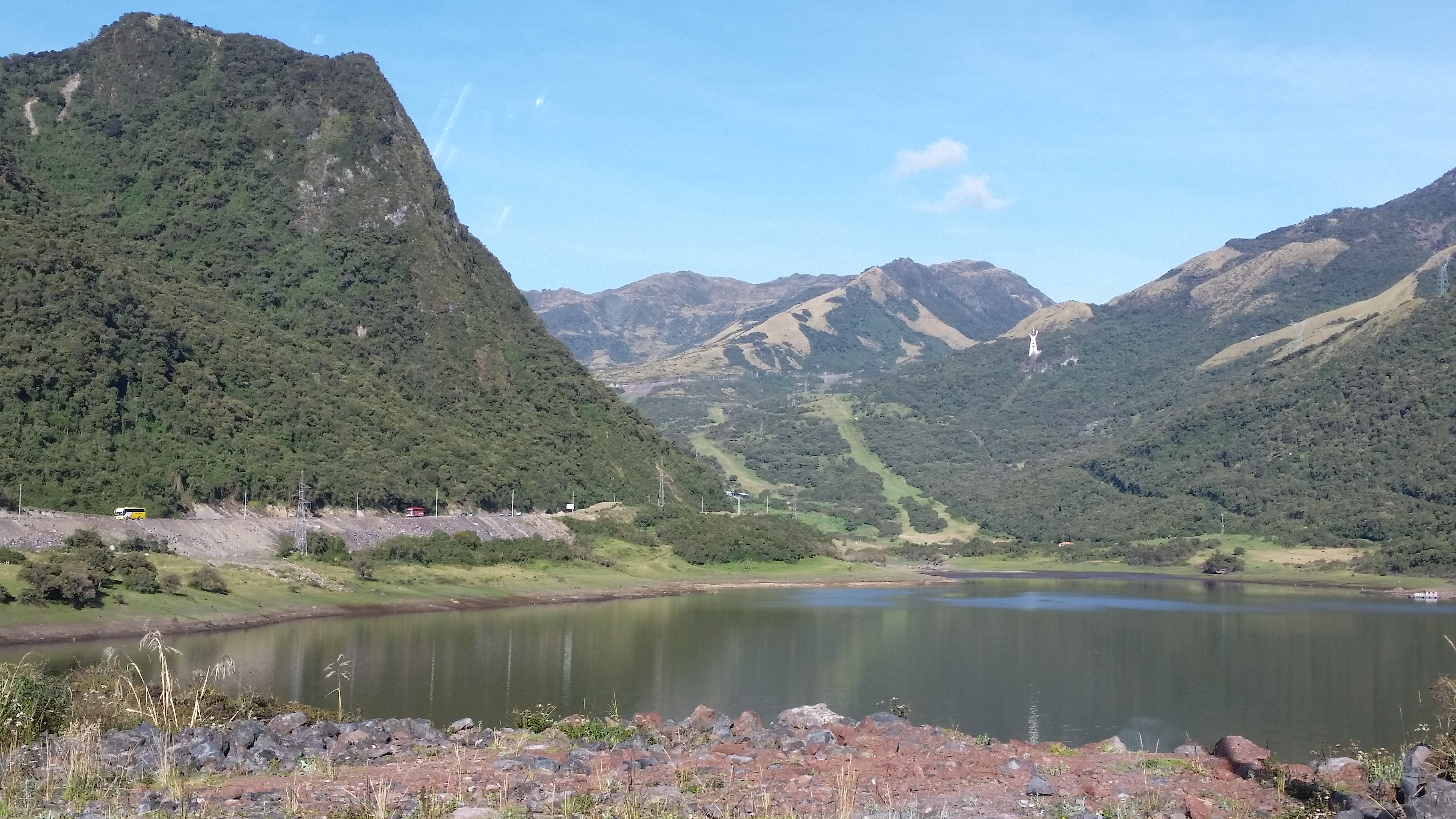
Laguna de Papallacta

La provincia del Napo es la única provincia amazónica que no tiene frontera con el Perú y también junto con Zamora-Chinchipe en tener 50 % de su territorio dentro de la Cordillera Oriental de los Andes. En la misma cordillera está ubicada la parroquia de Papallacta donde se pueden apreciar baños termales y una vista perfecta del volcán Antisana, y es la localidad más fría de la provincia en una altitud de 3050 m. s. n. m.. La provincia de Napo tiene numerosos recursos naturales y una posición geográfica privilegiada. Comienza en la ceja de la cordillera oriental y descansa en plena llanura amazónica.

### Límites
Limita al norte con Sucumbíos, al sur con Pastaza, al oeste con Pichincha, Cotopaxi y Tungurahua y al este con la Provincia de Orellana.

### Orografía
En el límite occidental que comparte con las provincias de Tungurahua, Cotopaxi y Pichincha se levantan, de sur a norte, montañas como el cerro Hermoso en la cordillera de los Llanganates, Sincholagua, Cotopaxi, Antisana, Saraurco etc. En esta franja de frontera existen también cientos de lagunas, muchas de ellas desconocidas. En el tramo de la tercera cordillera se levantan el Sumaco, Pan de Azúcar, Cerro Negro y Reventador; los Guacamayos que tienen una dirección este suroeste propician la formación de tres cuencas hidrográficas.

### Hidrografía
1. Cuenca del Misahuallí: El río Misahuallí y sus afluentes nacen en la tercera cordillera. Forman el valle donde están las ciudades de Tena y Archidona. El Misahuallí desemboca en el Napo a la altura de Puerto Misahuallí.
2. Cuenca del Napo: El río Napo se forma de la unión de los ríos Jatunyacu y Anzu que hacen en la cordillera oriental. El Anzu forma el valle donde se levanta el cantón Arosemena Tola.
3. Cuenca del Río Quijos: Donde el Quijos y sus afluentes que nacen en los Andes orientales toman iny El Chaco. Baeza es la ciudad más antigua fundada por los españoles en la provincia de Napo. El valle de Quijos es una zona rica en restos arqueológicos; aguas termales, lagunas; cascadas, ríos de corriente rápida ideales para deportes de riesgo; su fauna y su flora.

## Gobierno y política

### Política
La estructura política de Napo está conformada por el Gobierno Autónomo Descentralizado Provincial, denominado comúnmente como «Prefectura», la cual es una persona jurídica de derecho público que goza de autonomía política, administrativa y financiera, y ejerce las funciones ejecutivas, legislativas y de fiscalización dentro de la circunscripción territorial de la provincia. La sede de este gobierno seccional está en la ciudad de Tena, en calidad de capital provincial.
El gobierno provincial está conformado por un prefecto, un viceprefecto y el consejo provincial. El prefecto es la máxima autoridad y representante legal de la función ejecutiva dentro de la provincia y es elegido en binomio junto al viceprefecto por votación popular en las urnas. El consejo provincial es el órgano de legislación y fiscalización del gobierno provincial, y está integrado por el prefecto -quien lo preside con voto dirimente-, el viceprefecto, los alcaldes de los cinco cantones napenses, y representantes de los gobiernos de las parroquias rurales. En la actualidad el cargo de prefecto lo ejerce José Toapanta, elegido para el periodo 2023-2027. 
Paralelo al Gobierno Autónomo Descentralizado Provincial de Napo, el poder ejecutivo del presidente de la República está representado en la provincia por el gobernador. El cargo de gobernador es ocupado por un individuo designado por el presidente de la República, y puede durar en sus funciones indefinidamente mientras así lo decida el primer mandatario del país. Actualmente, el gobernador de la provincia es Gary Rivadeneyra.

### División administrativa

Cantones de Napo

Napo está dividido en cinco cantones, que a su vez están conformados por cinco parroquias urbanas y 20 parroquias rurales. Cada uno de los cantones son administrados a través de una municipalidad y un consejo cantonal, los cuales son elegidos por la población de sus respectivos cantones. La responsabilidad de estos cantones es realizar el mantenimiento de carreteras, administrar los presupuestos del gobierno del estado para programas de asistencia social y económica, y administrar, infraestructuras tales como parques y sistemas de saneamiento básico.
|                                                                          | Cantón                      | Población (2022) | Área (km²) | Cabecera cantonal           | Población (2022) |
| ------------------------------------------------------------------------ | --------------------------- | ---------------- | ---------- | --------------------------- | ---------------- |
|                                                                          | Archidona                   | 30 488           | 3029       | Archidona                   | 7353             |
|                                                                          | Carlos Julio Arosemena Tola | 4647             | 501        | Carlos Julio Arosemena Tola | 1273             |
|                                                                          | El Chaco                    | 9252             | 3473       | El Chaco                    | 4353             |
|                                                                          | Quijos                      | 6472             | 1577       | Baeza                       | 1972             |
| [[Archivo:\|class=notpageimage noviewer\|30px\|border\|Bandera de Tena]] | Tena                        | 80 816           | 3904       | Tena                        | 29 724           |

## Turismo

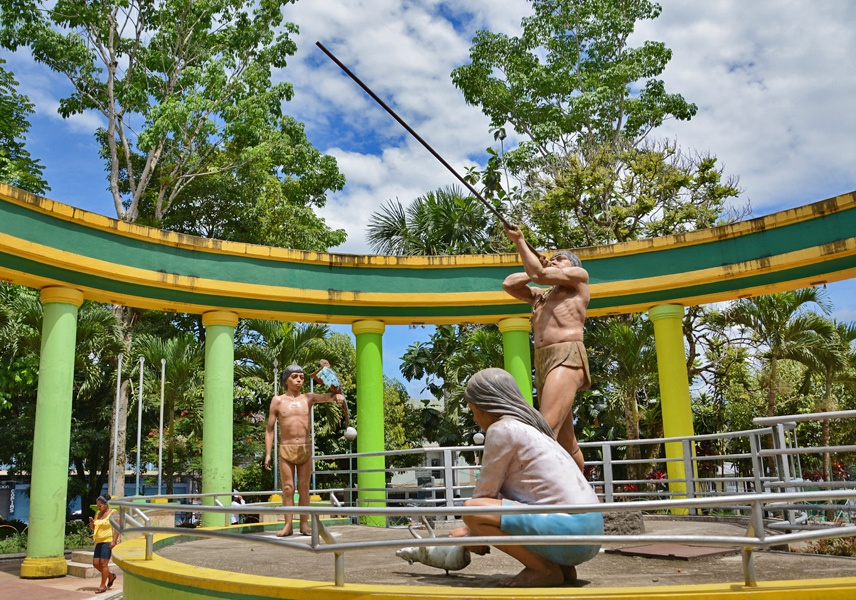
Parque Central de Tena

- Puerto Misahuallí: Es una parroquia rural del Cantón Tena, ubicada a 20 minutos al sureste de la capital provincial. Ahí se encuentra un balneario natural a oriilas del río Misahualli. En Puerto Misahualli se puede observar la flora, la fauna, la riqueza piscícola, partir en excursión a la selva, de caminata o visitar a lugares especialmente acondicionados, donde los indígenas practican sus ritos y tradiciones. Los ritos shamánicos ancestrales, limpias, plantas medicinales, comida típica, música, danza y leyendas. Cuenta con un balneario de río con arena blanca y blanda. La playa está decorada por decenas de árboles que son el hábitat de decenas de monos; ellos están acostumbrados a los turistas y no siente ningún temor para tomar lo que necesite de casas y tiendas; son uno de los atractivos del pueblo. Se debe tener cuidado con ellos, sobre todo si se va con perros o niños pequeños que puedan agredir o asustar a los monos.

- Cavernas Jumandy: Están localizadas a 10 minutos de la ciudad de Archidona. Una aventura en la oscuridad es recorrer las cuevas de Jumandy. Con una linterna en la mano y la compañía de un guía el turista se disfruta de estas cuevas. Allí, el débil haz de luz ilumina las bóvedas y el río corre por el piso hasta llegar a la salida que se abre como un pozo. Con solo veinte pasos que existen entre la entrada de la cueva y la primera curva, la oscuridad cubre todo. Se puede apreciar corrientes de agua subterránea y las espectaculares estalactitas y estalagmitas que se han formado en el tiempo. La longitud de las cuevas es de 1900 m y el recorrido dura aproximadamente 5 horas. El ancho de la cueva es de unos 4 a 5 m. y de 6 a 7 m de alto. El complejo turístico también cuenta con toboganes, piscina de agua natural, espacios deportivos y cabañas para hospedaje.

- La Catedral de Tena: Es de tres naves y de estilo moderno donde predomina la línea parabólica, con arcos esbeltos y elegantes. Sobre el Altar se destaca un crucifijo traído de Roma. Sobre su torre se colocaron cuatro grandes campanas fundidas en Bérgamo, donación de los amigos del misionero de Fue levantada en un lote de terreno donado por el Municipio del cantón Tena, durante la presidencia del señor Isidoro Espinoza. Se encuentra ubicada en el centro de la ciudad, en la intersección de las calles Juan Montalvo y Juan León Mera. Mide 48 m de largo, 18 m de ancho y 12 m de altura. Fue consagrada por el Mons. Maximiliano Spiller, el 29 de junio de 1961, e inaugurada por, Mons. Alfredo Bruñera, el 1 de julio del mismo año. Para acabar la obra, se construyó un local amplio para las instituciones parroquiales y el despacho del cura, con el fin de dar a la población, diversiones, películas instructivas y recreativas, se construyó también el teatro parroquial, donde se pueden exhibir películas de 35 mm. El Papa Juan XXIII, obsequió un juego completo de ornamentos sagrados muy preciosos; y el Prefecto de Propaganda, Pedro Gregorio XV Card. Agagianian, regaló un cáliz de plata dorado. El decorado del altar se debe al gusto artístico del P. César Bertlglio. A él mismo corresponde también la pintura de la estatua de San José, Patrono de la Catedral.

- El Parque Amazónico La Isla: centro de interpretación ambiental donde se difunde el valor de nuestro bosque y la conservación de los recursos naturales a través de educación ambiental. El parque se constituye en un muestrario del ecosistema amazónico, en donde la flora nativa se observa en todo su esplendor. El 15 de noviembre de 1995 el parque Amazónico abrió sus puertas al público. Se encuentra en la confluencia de los ríos Pano y Tena. Se accede a él a través de un puente colgante ubicado en el extremo sur de la avenida Francisco de Orellana, en el barrio Bellavista. Cuenta con 24 hectáreas.

- Monumento a Jumandy: Se encuentra ubicado en la Av Jumandy en salida norte de la ciudad de Tena. El quería devolver la tierra a sus legítimos dueños forzando, mediante las armas, la desocupación del territorio por parte de los españoles, no solamente de este territorio sino de la misma Real Audiencia de Quito. En el año 1578, después de haber soportado la tiranía española, el obligado adoctrinamiento y los tratos inhumanos, los quijos al mando de Jumandi, quemaron Archidona (Ecuador) y Ávila. Y aunque Jumandy murió sacrificado por la crueldad de los colonialistas, su acción instó a la independencia de América

- Parque Central de Archidona: Cuenta con varios sitios importantes que conforman el parque Central, como es el reloj y el mosaico de información turística que complementa el entorno urbano del parque, así dos de ellos conducen hacia la iglesia; y el tercero, llega de manera perpendicular a la calle Cosanga y Quijos.

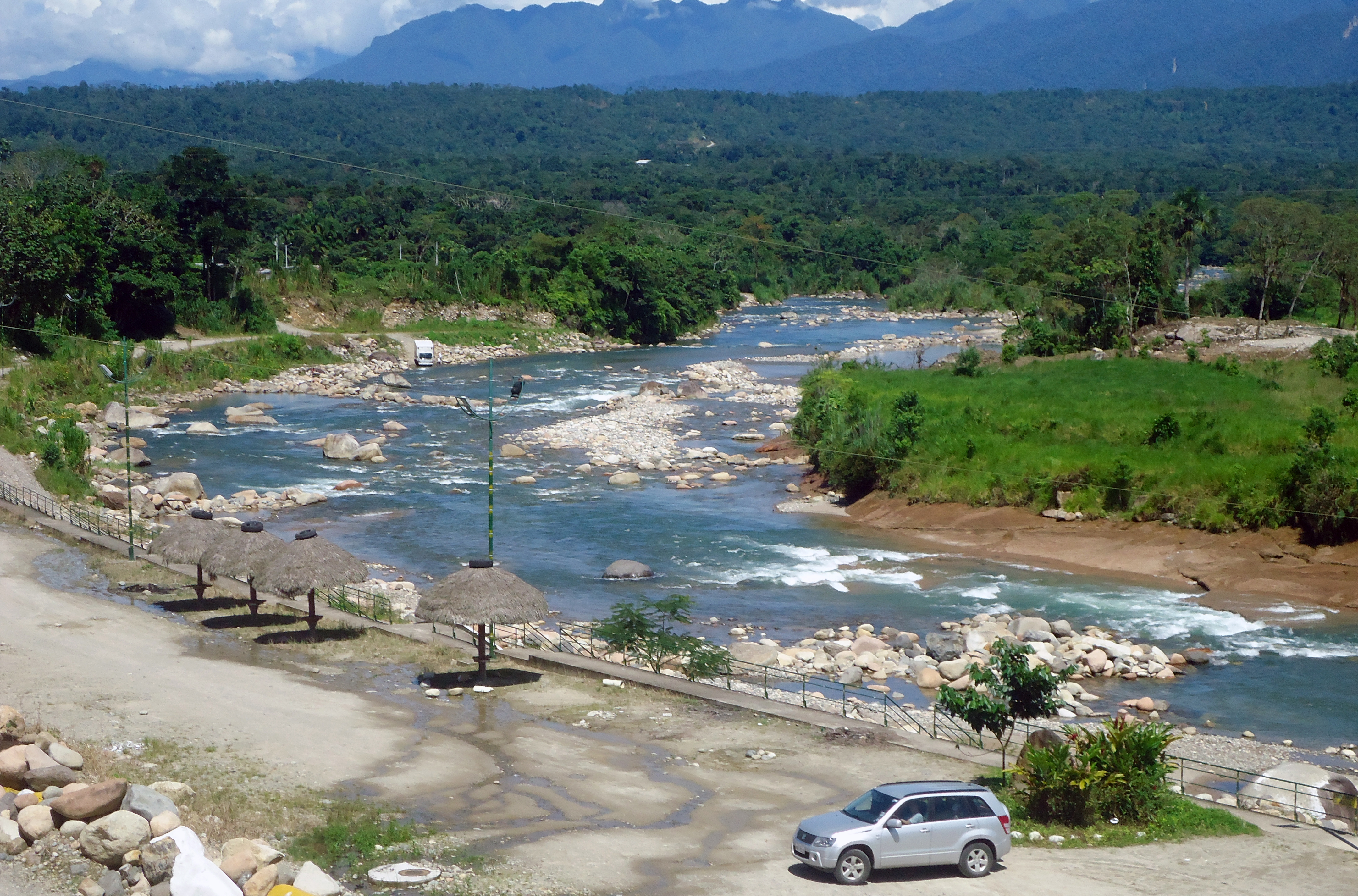
Río Misahuallí en Archidona

- Iglesia de Archidona: Su construcción se inició en el año de 1950 por los hermanos de la misión Josefina, siendo su inauguración el 21 de junio de 1954, encontrándose como padre párroco César Bertoglio, quien además realizó el decorado y pintó a fresco la Santa Cena, La anunciación a María por parte de la trinidad, obras que se aprecian en sus paredes. El templo tiene 9 x 36 metros de dimensión más dos capillas laterales de 6 x 36 metros el altar fue construido por el padre Otto Rino Zambón, la obra fue dirigida por el hermano Salvador Motzo. Tiene influencia de iglesias italianas, ya que el plano lo realizó el hermano Sante Revesco. Se encuentra ubicada en el centro de la ciudad. Contiene 2 estatuas de San José y una de Santa Marianita, en el altar se encuentra un crucifijo que data de fines del siglo XVIII.
- Malecón El Capoa: Es el río Misahuallí  que se encuentra junto a Archidona al unos 300 m del parque central, es un sitio muy visitado por los lugareños, como nacionales y extranjeros, generalmente por festividades Carnavaleras, como fines de semanas, ya que se puede realizar actividades como pesca deportiva, natación, kayaking, entre otras.[24]

- Baeza Antigua: Baeza antigua conserva una traza octogonal en su primer cuadro con el esquema clásico de composición de una plaza central donde a partir de ella se va repartiendo la parcelación del suelo con sus manzanas geométricas. Se compone de “36 casas de una y dos plazas construidas en madera (existen unas 4 de hormigón armado). Las variedades de madera más utilizadas son: zanco, ishpingo, cedro, espino, laurel, motilón, nogal y pinchimuyo, entre otras. Las casas se ubican en un entablado con pilotes, ligeramente separadas del suelo o en plataformas embaldosadas. Los elementos estructurales son de secciones cuadrangulares ensambladas con horizontales mediante espiga o media madera, y las "paredes" son de tabla o tablones de un solo canto, y en ocasiones como tabique. La mayoría exhibe balcones y áreas de estar directamente comunicados con el exterior. Interiormente la circulación o es a través de los ambientes que lo conforman o se sirve de un corredor central a donde desembocan los ingresos de los ambientes.

El tipo de actividad que sus moradores desarrolla hace que las casas en su generalidad sean dormitorios, por lo que carecen de local para cocina, obviamente en la que residen, este sitio se anexa o se desprende del núcleo. Son muy sencillas en su diseño espontáneo, con cuartos relativamente confortables.
- Papallacta: queda entre Quito y Baeza y es famoso por sus baños de agua caliente, donde se puede descansar del viaje. La laguna de Papallacta forma la reserva de agua potable de Quito y en sus alrededores hay truchas para pescar y lagunas para bañarse.

- Cascada San Rafael: es una de las cascadas más grandes de la zona oriental del Ecuador. La cascada, ubicada en el río Coca, tiene una caída de más de 150 metros. La entrada a la cascada San Rafael se encuentra justo en el límite de las provincias Napo y Sucumbíos en la carretera Quito – Nueva Loja (lago Agrio). Se camina una media hora desde la carretera a la cascada, y en el camino se puede observar una rica flora y aprovechar un baño en pequeñas cascadas de agua cristalina.

- Parque nacional Sumaco: queda en el noroeste de la provincia del Napo.
- Reserva Ecológica Antisana: queda en el occidente de la provincia del Napo.
- Reserva Ecológica Cayambe Coca: queda en le norte de la provincia del Napo.
- Parque nacional Llanganates: En el sur de la provincia Napo queda la entrada oriental al parque. Un punto de entrada es el pueblo de Talag.

## Demografía
Aunque en la actualidad Napo según el censo 2010 de población y vivienda se ha confirmado que existen 104 047 personas en Napo, según esta cifra ha subido el 26,57 % en comparación del 2001 (82 206). La población vive en su mayoría en poblaciones rurales, y solo cerca del 20 % de la población habita en ciudades. La población de la provincia ha aumentado debido en buena parte al desarrollo de la explotación de hidrocarburos.

## Gastronomía

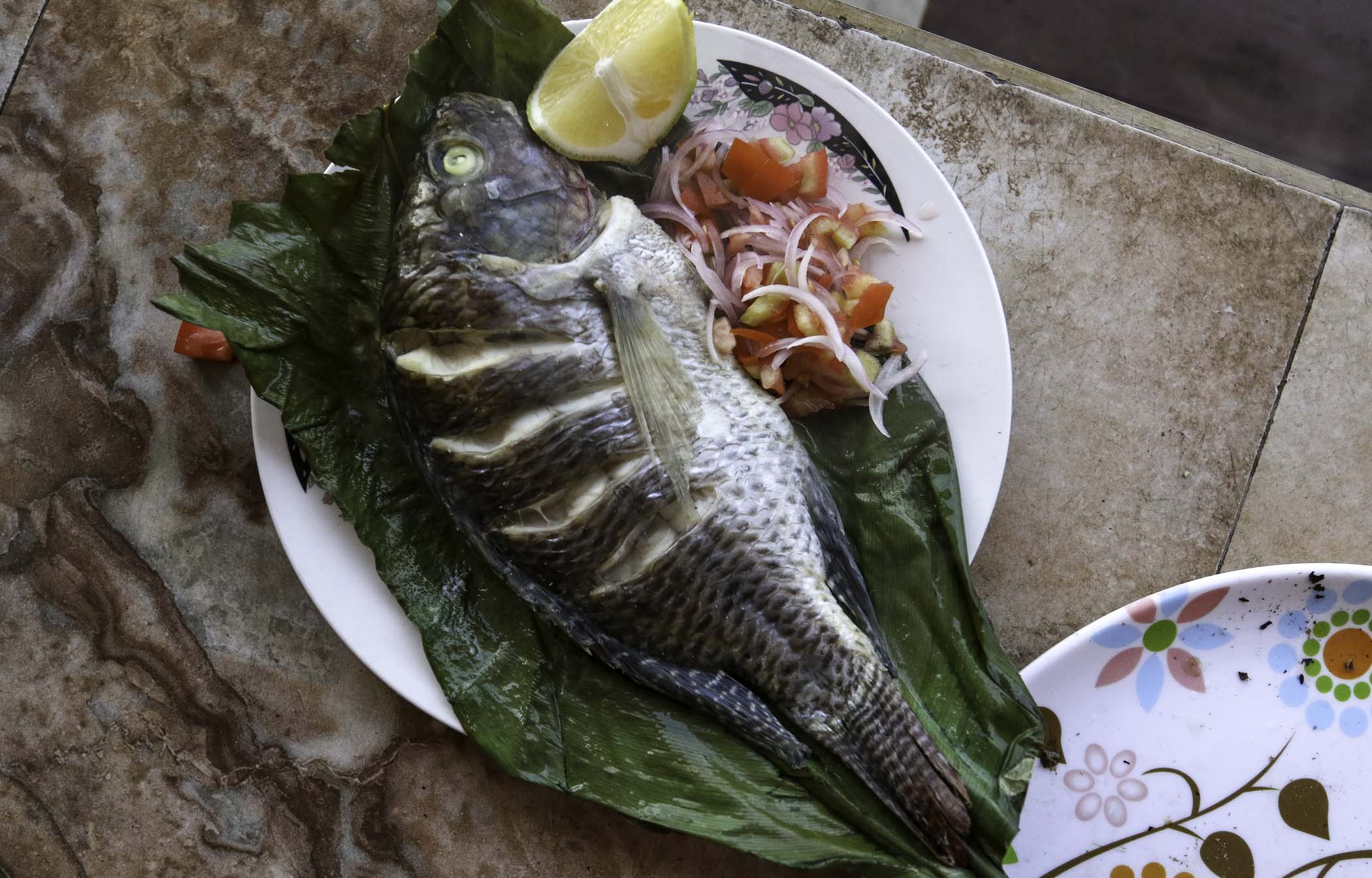
Maito de tilapia

El plato típico es el masato, a base de yuca y plátano; otros platos comunes es el chontacuro (un gusano) y el uchamango con ají. En la actualidad se recomienda a los visitantes y turistas no comprar o consumir alimentos o productos que provienen de la selva para evitar que se siga cazando especies en peligro de extinción.
- Chicha de chonta: Bebida utilizada por los indígenas en rituales y festividades, consiste en cocinar la chonta, pelarla, sacar la semilla y se muele en los batanes (batea de madera especial) luego se tritura con la ayuda de piedras.

- Maito de guanta: Se elabora de guanta: consiste en envolver estas carnes, en hojas de platanillo o bijao (similar a la hoja de plátano) luego colocarlo sobre el fogón.

- Maito de tilapia: Consiste en cocinar al carbón similar al de guanta, va acompañado de yuca, cebolla, tomate y chicha de chonta o agua de guayusa fría.